# Отношения Столыпина и Витте
Сергей Юльевич Витте — первый председатель Совета министров (1905—1906) — объединённого правительства Российской империи, один из инициаторов принятия манифеста 17 октября, согласно которому учреждалась Государственная Дума, человек, который подписал Портсмутский мирный договор, завершивший русско-японскую войну, — был одним из самых активных критиков Петра Аркадьевича Столыпина — третьего председателя Совета министров (1906—1911), основного автора столыпинской аграрной реформы.
Витте несколько раз обращался к Столыпину с различными просьбами, на которые получал вежливый отказ. Бывший председатель правительства сначала направил письмо с просьбой принять меры против газет, которые напечатали «пасквильную статью» о его жене. Затем, будучи разгневанным на критику члена Государственного совета Петра Шванебаха, он написал возмущённое письмо премьер-министру.
Витте был крайне недоволен также следствием и его результатами по делу о покушении на свою жизнь: в дымовую трубу в доме Витте была опущена на верёвке бомба, которая не взорвалась лишь в связи с неисправностью зажигательного механизма. Результаты следствия по этому делу не удовлетворили Сергея Юльевича, он написал Столыпину письмо. Ответ Столыпина был очень резок: «Из вашего письма, граф, я должен сделать одно заключение: или вы меня считаете идиотом, или же вы находите, что я тоже участвую в покушении на вашу жизнь…»
Дочь Петра Аркадьевича Мария привела такой эпизод в отношениях Столыпина и Витте:

«Пришёл к моему отцу граф Витте и, страшно взволнованный, начал рассказывать о том, что до него дошли слухи, глубоко его возмутившие, а именно, что в Одессе улицу его имени хотят переименовать. Он стал просить моего отца сейчас же дать распоряжение Одесскому городскому голове Пеликану о приостановлении подобного неприличного действия. Папа́ ответил, что это дело городского самоуправления и что его взглядам совершенно противно вмешиваться в подобные дела. К удивлению моего отца, Витте всё настойчивее стал просто умолять исполнить его просьбу и, когда папа́ вторично повторил, что это против его принципа, Витте вдруг опустился на колени, повторяя ещё и ещё свою просьбу. Когда и тут мой отец не изменил своего ответа, Витте поднялся, быстро, не прощаясь, пошёл к двери и, не доходя до последней, повернулся и, злобно взглянув на моего отца, сказал, что этого он ему никогда не простит».
Практически весь второй том воспоминаний Витте, посвящённый царствованию Николая II, содержит критику Столыпина. Лишь в двух местах он отмечает у Петра Аркадьевича положительные качества — отсутствие трусости:289 и «темперамент государственного человека»:392—393. На этом заслуживающие уважения черты Столыпина, согласно Витте, заканчиваются. В остальных более чем 600 упоминаниях Столыпину даются самые нелестные характеристики: «Столыпин — человек ограниченный», «мало книжно образованный», «Столыпин посвящал очень много времени чтению чужих писем», «Столыпин всюду, чтобы иметь силу, сажает своих родичей». В некоторых случаях отношение Витте к Столыпину проявляется в крайне резких оборотах. В частности, Витте пишет, что премьер-министра «укокошили»:272, а также, что «вторым счастливым событием для Столыпина было несчастье для него самого, а именно взрыв на Аптекарском острове, взрыв, при котором пострадали его сын и дочь»:393.
Витте критиковал также и проводимую Столыпиным политику. В частности, он писал:

«Никто столько не казнил и самым безобразным образом, как он, Столыпин, никто не произвольничал так, как он, никто не оплевал так закон, как он, никто не уничтожал так, хоть видимость правосудия, как он, Столыпин, и все, сопровождая либеральными речами и жестами».

«Столыпин… казнит совершенно зря: за грабеж казенной лавки, за кражу 6 руб., просто по недоразумению и т. под. Одновременно убийца гр. А. П. Игнатьева и подобные преступники часто не казнятся».